# NGC 1843
NGC 1843 is een spiraalvormig sterrenstelsel in het sterrenbeeld Orion. Het hemelobject werd op 17 januari 1877 ontdekt door de Franse astronoom Édouard Jean-Marie Stephan.

## Synoniemen
- MCG -2-14-8
- UGCA 107
- IRAS 05117-1041
- PGC 16949